# Elaine Nalee
Elaine Nalee (* vor 1981) ist eine Schauspielerin.

## Leben
Nalee studierte Speech and Drama an der University of Colorado Boulder in den Vereinigten Staaten und Schauspiel an der Webber Douglas Academy of Dramatic Art in London. Sie spielte 1981 die Susan in Christopher Chapmans Filmdrama Kelly und war nach einigen Auftritten in verschiedenen Serien in mehreren Fernsehfilmen zu sehen, zu denen Mißbraucht und verraten (1994) sowie Against Her Will: The Carrie Buck Story (1994) gehören. Nach einigen weiteren Rollen in verschiedenen Produktionen, erschien sie 2005 als Beth Wemuth in Onur Tukels Horrorkomödie The Pigs auf der Leinwand. 2009 verkörperte sie in Linwood Moorings Kino-Thriller Fish Hook die Brooks Havens. Zu den Fernsehserien, in denen sie auftrat, gehören Der Vagabund – Die Abenteuer eines Schäferhundes (1981) und Matlock, in der sie 1993 und 1995 in zwei Folgen zwei unterschiedliche Rollen spielte.

## Filmografie
- 1981: Kelly
- 1981: Der Vagabund – Die Abenteuer eines Schäferhundes (The Littlest Hobo, Fernsehserie, eine Folge)
- 1981: Seeing Things (Fernsehserie, eine Folge)
- 1984: Newhart (Fernsehserie, eine Folge)
- 1985: Polizeirevier Hill Street (Hill Street Blues, Fernsehserie, eine Folge)
- 1987: Raumschiff Enterprise – Das nächste Jahrhundert (Star Trek: The Next Generation, Fernsehserie, eine Folge)
- 1993: Scherben des Glücks (Scattered Dreams, Fernsehfilm)
- 1993, 1995: Matlock (Fernsehserie, 2 Folgen)
- 1994: Mißbraucht und verraten (One of Her Own, Fernsehfilm)
- 1994: Ein Job ohne Moral (Justice in a Small Town, Fernsehfilm)
- 1994: Against Her Will: The Carrie Buck Story (Fernsehfilm)
- 1997: Lebendig begraben 2 (Buried Alive II, Fernsehfilm)
- 1998: The Anniversary Waltz (Kurzfilm)
- 1999: Muppets aus dem All (Muppets from Space)
- 2000: The Color of Love: Jacey’s Story (Fernsehfilm)
- 2000–2003: Dawson’s Creek (Fernsehserie, 3 Folgen)
- 2002: The Locket (Fernsehfilm)
- 2005: Surface – Unheimliche Tiefe (Surface, Fernsehserie, eine Folge)
- 2005: The Pigs
- 2006: Find Love
- 2006: Weites Wasser (The Water Is Wide, Fernsehfilm)
- 2009: Fish Hook
- 2013: Mary und Martha (Mary and Martha, Fernsehfilm)
- 2013: Sleepy Hollow (Fernsehserie, eine Folge)